# SICAMM
Der Internationale Verband zum Schutz der Dunklen Europäischen Biene SICAMM hat die Erhaltung, den Schutz und die Zucht aller vorhandenen Ökotypen und geographischen Varianten der selten gewordenen einheimischen Dunklen Biene (Apis mellifera mellifera) zum Ziel. Heute gehören der SICAMM Mellifera-Organisationen aus 18 europäischen Ländern an.

## Selten gewordene einheimische Honigbiene

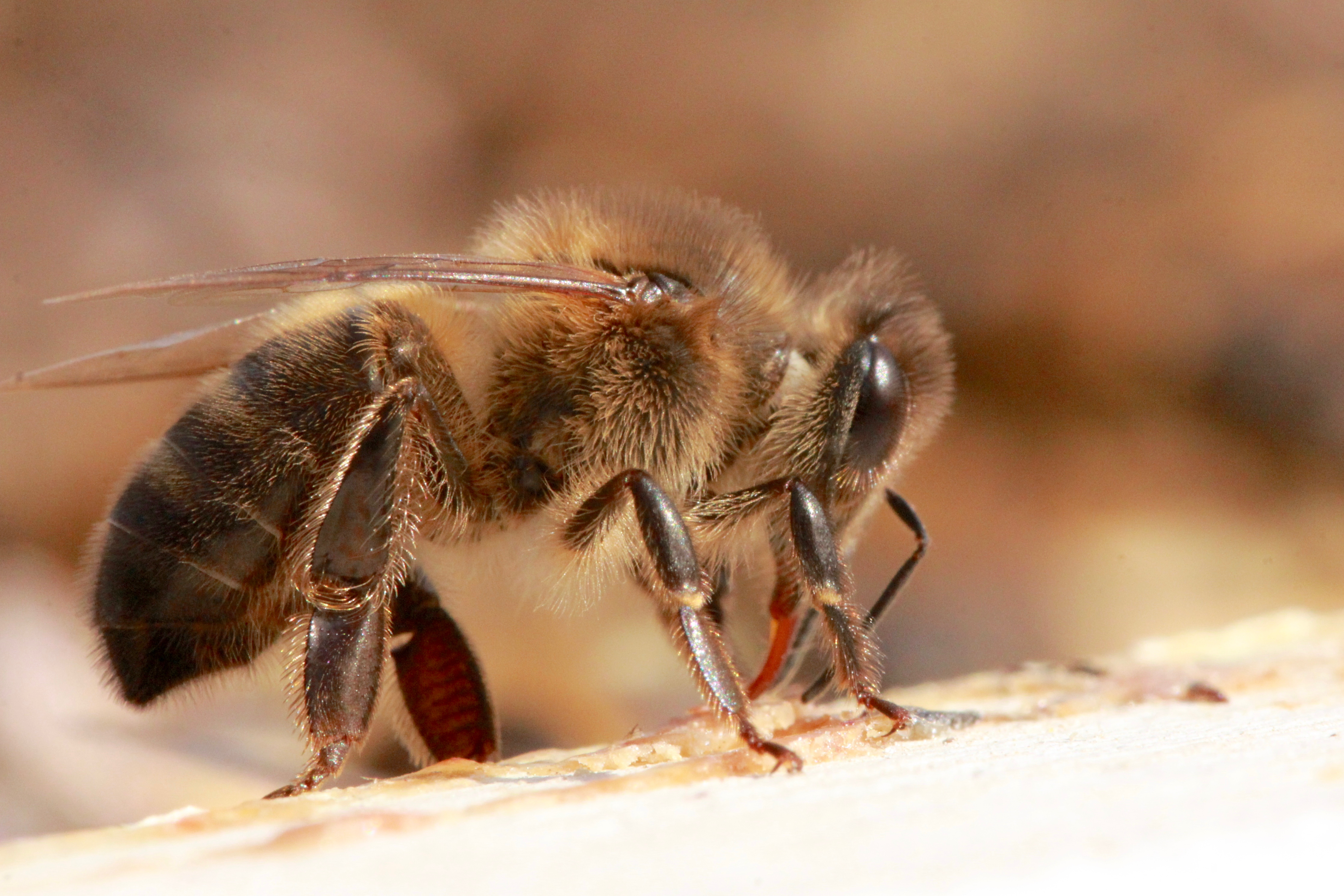
Der breite, schwarze Hinterleib mit den schmalen Filzbinden und dem stumpfen Ende ist typisch für die Dunkle Biene (Apis mellifera mellifera).

Die Dunkle Biene (Apis mellifera mellifera) ist eine natürlich entstandene Unterart der Westlichen Honigbiene (Apis mellifera). Sie ist die einzige auf der gesamten Alpennordseite ursprünglich einheimische Honigbiene und historisch betrachtet der Urtyp aller Honigbienen. Ab 1850 wurde sie durch die Einfuhr von Carnica- und Ligustica-Bienen verkreuzt und ab 1950 auf der ganzen Alpennordseite mit wenigen Ausnahmen aus ihrem ursprünglichen Verbreitungsgebiet verdrängt.

## Geschichte
Der Internationale Verband zum Schutz der Dunklen Europäischen Biene (SICAMM) wurde 1995 gegründet. Die Abkürzung SICAMM entstand aus der lateinischen Bezeichnung Societas Internationalis pro Conservatione Apis melliferae melliferae.

## Aufgaben
Die Ziele der SICAMM zum Schutz der Mellifera sind:
- Die Aufgabe der SICAMM ist die Erhaltung, der Schutz und die Zucht aller vorhandenen Ökotypen und geographischen Varianten der Apis mellifera mellifera.
- Die SICAMM informiert die breite Öffentlichkeit und assoziierte Gruppen, Verbände sowie Institutionen über die Apis mellifera mellifera. Die Fachleute der SICAMM sind eine wirkungsvolle Lobby für die Apis mellifera mellifera in der nationalen und internationalen Forschung sowie Politik.
- Die SICAMM fördert die internationale Zusammenarbeit Imkern, Wissenschaftlern, Verbänden und Institutionen, die sich mit der Erhaltung, dem Schutz und der Zucht der Dunklen Europäischen Biene (Apis mellifera mellifera) beschäftigen.
- Die SICAMM unterstützt regionale, nationale und internationale Projekte von assoziierten Gruppen, Verbänden oder Institutionen zur Erhaltung, Schutz und Zucht der Apis mellifera mellifera.
- Die SICAMM unterstützt Projekte zur Wiederansiedlung der Apis mellifera mellifera in Gebieten, die ihre ursprünglich einheimischen Bienen verloren haben. Dabei bevorzugt die SICAMM die Wiederansiedlung von Ökotypen und geographischen Varianten der einheimischen Dunklen Europäischen Biene, die den ursprünglichen Honigbienen dieser Gebiete biologisch am nächsten sind.[4]

## Mitgliedsländer
Heute gehören der SICAMM Mellifera-Organisationen aus 18 europäischen Ländern an:
- Irland
- Vereinigtes Königreich
- Niederlande
- Belgien
- Frankreich
- Deutschland
- Schweiz (mellifera.ch)
- Österreich
- Tschechische Republik
- Polen
- Malta
- Norwegen
- Schweden
- Finnland
- Dänemark
- Lettland
- Litauen
- Russland

## SICAMM-Konferenzen
Eine der wichtigsten Aktivitäten der SICAMM sind die alle zwei Jahre in wechselnden Mitgliedsländern stattfindenden SICAMM-Konferenzen:
- 1995 Flekkefjord, Norwegen
- 1997 See im Paznaun-Tal, Österreich
- 1998 York, England
- 2000 Dalsland, Schweden
- 2002 Wierzba, Polen
- 2004 Læsø, Dänemark
- 2006 Versailles, Frankreich
- 2008 Moskau, Russland
- 2009 Aviemore, Schottland
- 2012 Landquart, Schweiz («Proceedings and Reports»)[5]
- 2014 Llangollen, Wales
- 2016 Lunteren, Niederlande
- 2018 Mustiala, Finnland